# Route 277 (Québec)
Pour les articles homonymes, voir Route 277.
La route 277 (R-277) est une route régionale québécoise d'orientation nord / sud située sur la rive sud du fleuve Saint-Laurent. Elle dessert la région administrative de Chaudière-Appalaches.

## Tracé
La route 277 débute au sud sur la route 275 à Sainte-Aurélie et se termine à Saint-Henri, à la jonction avec la route 173. Entre Saint-Léon-de-Standon et son extrémité nord, elle est parallèle à la rivière Etchemin. Une section d'environ 6 kilomètres de long est en gravier entre Sainte-Aurélie et Saint-Louis-de-Gonzague, juste au nord ouest du poste frontalier.

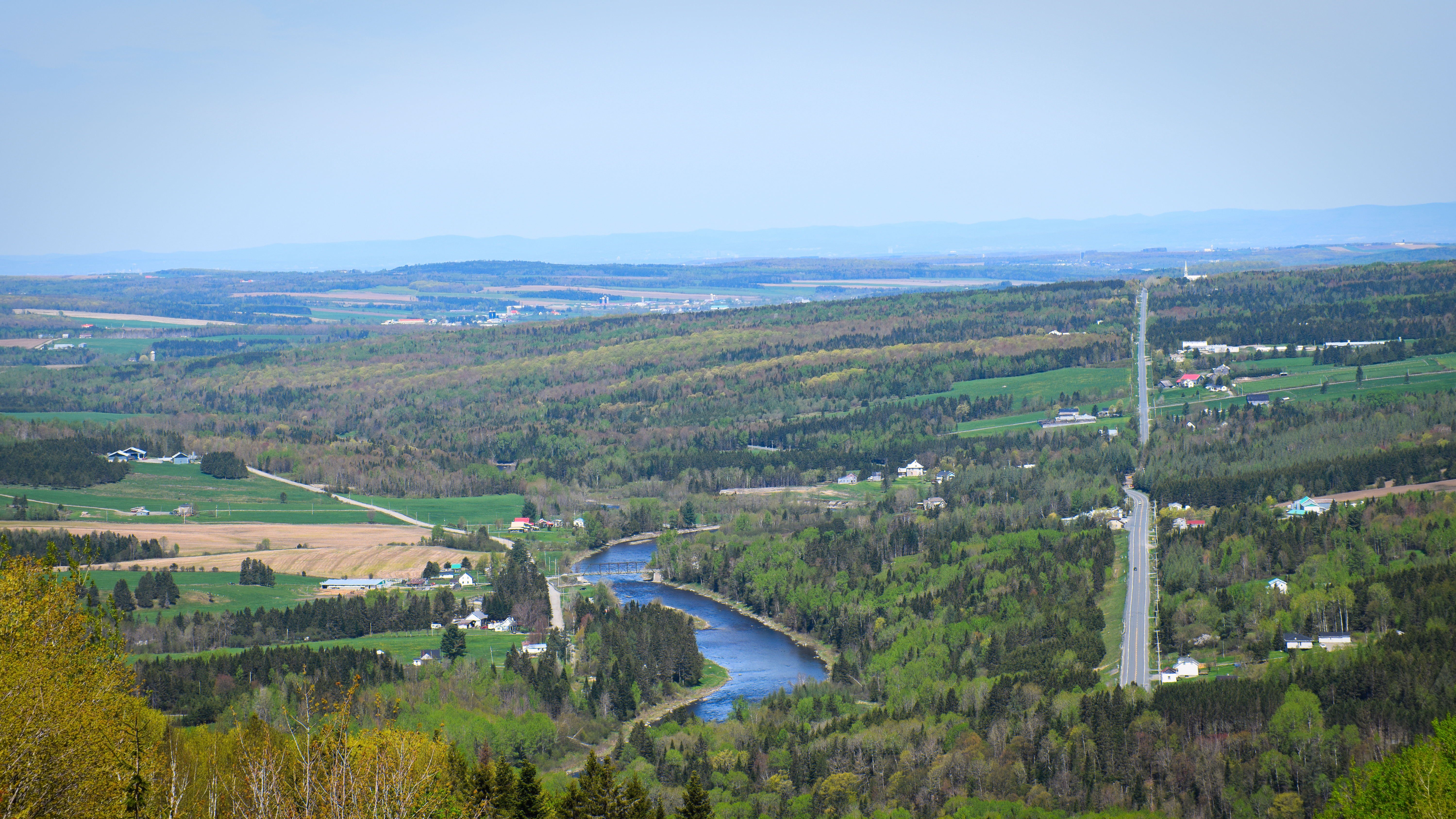
La route 277 longe la rivière Etchemin près de Saint-Malachie.

## Frontière internationale
À Sainte-Aurélie, 10 km au nord de la jonction avec la route 275, la route 277 longe de près le fleuve Saint-Jean, lequel constitue la frontière entre le Québec le Maine, aux États-Unis. Un pont de bois permet de traverser aux États-Unis afin de rejoindre la route Baker Lake dans le comté de Somerset. Le poste frontalier canadien est ouvert de 9 h à 17 h, du lundi au vendredi. Il est destiné principalement à l'usage de l'industrie forestière; les routes du côté américain sont de propriété privée et un laissez-passer est requis pour les emprunter,.

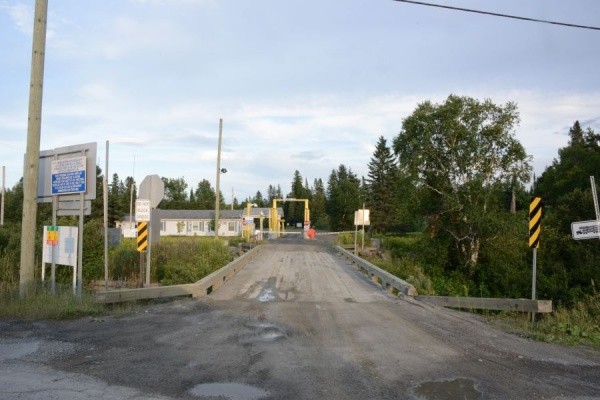
Poste frontalier de Sainte-Aurélie, visible depuis la route 277.

## Localités traversées (du sud au nord)
Liste des municipalités dont le territoire est traversé par la route 277, regroupées par municipalité régionale de comté.

### Chaudière-Appalaches
Les Etchemins
- Sainte-Aurélie
- Saint-Louis-de-Gonzague
- Sainte-Rose-de-Watford
- Lac-Etchemin

Bellechasse
- Saint-Léon-de-Standon
- Saint-Malachie
- Sainte-Claire
- Saint-Anselme
- Saint-Henri

## Intersections majeures
| MRC                                           | Municipalité           | km     | Destinations                                                                                           | Notes |
| --------------------------------------------- | ---------------------- | ------ | --- | --- |
| Les Etchemins                                 | Sainte-Aurélie         | 0,00   | R-275 – Saint-Côme–Linière, Saint-Prosper                                                              | |
| Les Etchemins                                 | Sainte-Aurélie         | 10,40  | Baker Lake Road – Maine (USA)                                                                          | Frontière canado-américaine |
| Les Etchemins                                 | Sainte-Rose-de-Watford | 29,90  | R-204 ouest – Saint-Georges, Saint-Prosper                                                             | Terminus sud du multiplex avec la R-204; Saint-Prosper indiqué en direction sud seulement                                                         |
| Les Etchemins                                 | Sainte-Rose-de-Watford | 35,00  | R-204 est – Sainte-Justine                                                                             | Terminus nord du multiplex avec la R-204 |
| Les Etchemins                                 | Lac-Etchemin           | 48,00  | R-276 ouest – Saint-Odilon-de-Cranbourne, Saint-Joseph-de-Beauce                                       | Terminus est de la R-276; Saint-Joseph-de-Beauce indiqué en direction sud seulement                                                               |
| Bellechasse                                   | Saint-Malachie         | 68,30  | R-216 est – Saint-Damien-de-Buckland, Notre-Dame-Auxiliatrice-de-Buckland, Saint-Nazaire-de-Dorchester | Terminus sud du multiplex avec la R-216; Saint-Damien-de-Buckland indiqué en direction nord, Saint-Nazaire-de-Dorchester indiqué en direction sud |
| Bellechasse                                   | Saint-Malachie         | 73,30  | R-216 ouest – Frampton, Sainte-Marie                                                                   | Terminus nord du multiplex avec la R-216 |
| Bellechasse                                   | Saint-Anselme          | 97,00  | Rang de la Montagne – Saint-Gervais                                                                    | Carrefour giratoire |
| Bellechasse                                   | Saint-Henri            | 102,40 | R-218 est – Saint-Charles-de-Bellechasse                                                               | Terminus sud du multiplex avec la R-218 |
| Bellechasse                                   | Saint-Henri            | 103,70 | R-218 ouest – Saint-Isidore                                                                            | Terminus nord du multiplex avec la R-218; carrefour giratoire                                                                                     |
| Bellechasse                                   | Saint-Henri            | 105,50 | R-173 – Lévis, Saint-Isidore                                                                           | Carrefour giratoire |
| - Terminus de multiplex - Transition de route |                        |        | | |